# Registraire des entreprises
Ne doit pas être confondu avec Registraire du Québec.
Le Registraire des entreprises du Québec est l'organisme du gouvernement du Québec chargé de tenir le registre  consignant les principales informations relatives aux associations et aux entreprises constituées au Québec ou qui y exercent des activités.
Ses équivalents en Europe francophone sont la Banque-Carrefour des Entreprises en Belgique, le Registre du commerce et des sociétés et Infogreffe en France ainsi que le Registre du commerce en Suisse.

## Historique
Le Registraire a remplacé l'Inspecteur général des institutions financières le 1er février 2004 lorsque la Loi sur l’Agence nationale d’encadrement du secteur financier (qui a notamment créé l'Autorité des marchés financiers) est entrée en vigueur. Il reprend alors plusieurs mandats de l'IGIF:
- La gestion du registre des entreprises ;
- La constitution des personnes morales et l'immatriculation des entreprises ;
- L'encadrement et la surveillance du courtage immobilier.

Depuis le 1er avril 2017, le Registraire est passé sous la responsabilité du Ministère de l'Emploi et de la Solidarité sociale.